# Phenomena (musikalbum)
Phenomena är Phenomenas debutalbum, utgivet den 21 juni 1985. Albumet utgavs på LP, CD och kassettband.

## Låtförteckning
| 1. | Kiss of Fire         | 4:57 |
| 2. | Still the Night      | 3:25 |
| 3. | Dance with the Devil | 4:43 |
| 4. | Phoenix Rising       | 4:45 |

| 1. | Believe            | 5:53 |
| 2. | Who's Watching You | 3:40 |
| 3. | Hell on Wings      | 3:54 |
| 4. | Twilight Zone      | 4:13 |
| 5. | Phenomena          | 2:04 |

## Medlemmar
- Glenn Hughes – sång, basgitarr, bakgrundssång
- Neil Willars – sång
- Neil Murray – basgitarr
- John Thomas – gitarr
- Mel Galley – gitarr, bakgrundssång
- Richard Bailey – keyboard
- Robin Smith – keyboard
- Don Airey – keyboard
- Cozy Powell – trummor
- Ted McKenna – trummor
- Rick Sanders – fiol
- Alison McGinnis – bakgrundssång
- Pete Green – bakgrundssång
- Paul Robbins – bakgrundssång